# 단색올드필드쥐
단색올드필드쥐(Thomasomys monochromos)는 비단털쥐과에 속하는 설치류이다. 콜롬비아에서만 발견된다.